# ماركو كوفلير
ماركو كوفلير (بالألمانية: Marco Kofler)‏ (8 مايو 1989 بإنسبروك في النمسا - ) هو لاعب كرة قدم نمساوي في مركز الدفاع. لعب مع هانزا روستوك ونادي واكر إنسبروك (2002).

## وصلات خارجية
- ماركو كوفلير على موقع قاعدة بيانات كرة القدم.إي يو (الإنجليزية)
- ماركو كوفلير على موقع Soccerway.com (الإنجليزية)
- ماركو كوفلير على موقع عالم كرة القدم.نت (الإنجليزية)